# Mangosta esvelta d'Angola
La mangosta esvelta d'Angola (Galerella flavescens) és una de les quatre espècies de mangosta del gènere Galerella.

## Descripció
Aquest animal, tal com indica el seu nom, té el cos esvelt i llarg. Els mascles són un 15% més grans que les femelles. Té 38 dents.

## Distribució i hàbitat
Viu a l'Àfrica meridional, concretament a Angola i Namíbia, on habita les sabanes i evita tant els deserts com els boscos espessos.

## Reproducció
Els mascles no ajuden a criar els nounats. A les cries obren els ulls a l'edat de tres setmanes del naixement. A les deu setmanes abandonen la seva mare i els surten les dents adultes a les vint-i-quatre setmanes.